# Киевское княжество
Ки́евское кня́жество — южнорусское княжество с центром в Киеве, существовавшее в эпоху Древней Руси и Великого княжества Литовского на территории современных Украины, Беларуси и России. В древнерусскую эпоху киевское великое княжение занимало наивысшее положение в лествичной системе Рюриковичей, и рассматривалось как общее владение княжеского рода, и право на получение столов в нём (так называемое «причастие») имели все главные ветви Рюриковичей. После Любечского съезда 1097 года особенностью Киевского княжества по сравнению с другими землями Руси стало отсутствие в нём собственной династии. Ветви Рюриковичей из других княжеств рассматривали княжение в Киеве как признак «старейшинства», что регулярно приводило к междоусобным войнам за киевский престол.

## Территория
В XII—XIII веках к Киевскому княжеству относились земли на правом берегу Днепра. Исключением была тонкая полоска земли на левом берегу с городом Саков. На западе Киевское княжество граничило с Галицким и Волынским княжествами, на северо-западе — с Турово-Пинским, на северо-востоке — с Черниговским, на востоке — с Переяславским. К югу от киевских владений простиралась Половецкая степь, из которой происходили регулярные нападения на города, сёла и монастыри Киевской земли. Для защиты от кочевников существовало несколько оборонительных линий, состоявших из крепостей и валов. Это были Поросская оборонительная линия (внешняя) вдоль реки Рось и Стугнинская оборонительная линия (внутренняя) по реке Стугна. Также существовали оборонительные крепости вдоль течения Днепра.
Особенностью Киевского княжества было большое количество боярских вотчин с укреплёнными замками, сосредоточенных в старой земле полян на юг от Киева. Для защиты этих вотчин от половцев ещё в XI веке по реке Роси были поселены значительные массы кочевников, изгнанных половцами из степей: торков, печенегов и берендеев, объединённых общим именем — чёрные клобуки. Они как бы предвосхищали будущую пограничную казачью конницу и несли пограничную службу на степном пространстве между Днепром, Стугной и Росью. По берегам Роси возникли города, заселённые чёрноклобуцкой знатью (Юрьев, Торческ, Корсунь, Дверен и др.). Защищая Русь от половцев, торки и берендеи постепенно воспринимали русский язык, русскую культуру и даже русский былинный эпос. Чёрные клобуки играли важную роль в политической жизни Руси XII века и нередко влияли на выбор того или иного князя.

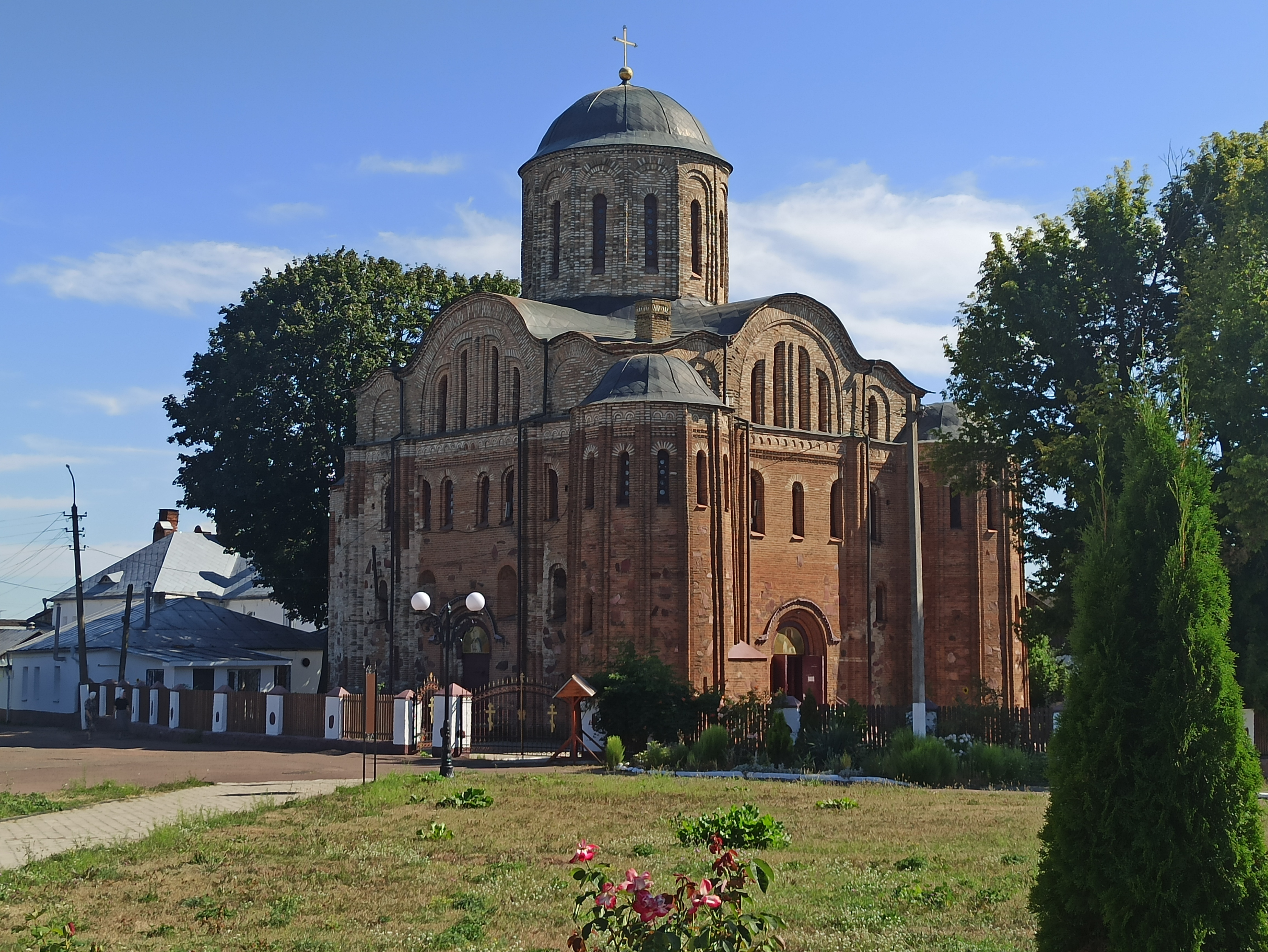
Васильевская церковь в Овруче (1190)

Киевское княжество охватывало бывшие племенные земли полян и древлян и являлось самым густонаселённым русским княжеством домонгольской эпохи. Вокруг Киева были сосредоточены крупные города Вышгород, Белгород и Василев, защищавшие столицу с севера, запада и юга. На севере княжества находились города Мозырь, Брягин и Чернобыль, на северо-западе Вручий (Овруч), Искоростень и Ушеск. В киевском Поднепровье имелись также города Звенигород, Тумащ, Красн, Халеп, Витичев, Треполь, Чучин, Заруб, Иван, Святополч, Канев и Родень. К крепостям по реке Рось относились Корсунь, Богуславль, Юрьев, Володарев, Бакожин, Торческ, Дверен. В центре княжества к западу от Киева находились города Неятин, Ростовец, Ярополч, Мунарев, Звиждень, Котельница, Мическ, Городеск и Житомель. В западной части княжества находились города так называемой Болоховской земли: Болохов, Колодяжин, Возвягль, Семоц, Деревич, Губин, Кобуд, Межибожье, Кудин и Божский. Болоховская земля отделилась от Киевского княжества в начале XIII века.
В составе Великого княжества Литовского Киевское княжество включало в себя значительно более обширные южнорусские земли. После того как были ликвидированы Переяславское и Черниговское княжества, их прежние земли стали относиться к Киевскому княжеству. На конец XIV века территориальный охват Киевского княжества отражён в летописном «Списке русских городов дальних и ближних». Наиболее восточным киевским городом являлся несохранившийся Коршев в Орловской области, наиболее западным — Корец в нынешней Ровненской области, наиболее северным — Могилёв.

## История

### Распад Киевской Руси
После смерти Мстислава Великого в 1132 году, в правление Ярополка Владимировича, произошёл конфликт между Мстиславичами и Владимировичами за южнорусские столы. Мстиславичей поддержал Всеволод Ольгович, который смог таким образом вернуть утраченный в правление Мстислава Курск и Посемье. Также в ходе конфликта Полоцк (1132) и Новгород (1136) вышли из-под власти киевского князя.
После смерти Ярополка в 1139 году Всеволод Ольгович выгнал из Киева следующего Владимировича — Вячеслава. В 1140 году произошло объединение Галицкого княжества под властью Владимира Володаревича. Несмотря на борьбу за власть в Галиче между Владимиром и его племянником Иваном Берладником в 1144 году, киевскому князю так и не удалось сохранить контроль над юго-западной окраиной Руси. После смерти Всеволода Ольговича (1146) дворы его дружинников были разграблены, его брат Игорь Ольгович убит (1147). Изяславу Мстиславичу (1146—1154 с перерывами) ещё удавалось путём военного давления и заключения неравноправных договоров сохранять ядро киевских владений на юге и контролировать некоторые другие земли, и его академик Пресняков А. Е. последнего называет «продолжателем Мономаховой традиции», как и Всеволода Ольговича.
Киевское боярство симпатизировало власти старшей ветви потомков Мстислава Великого, но внешнее давление было слишком сильным, чтобы позиция местной знати стала определяющей в вопросе выбора князей. В 1154 году обособилась Волынь, в 1157 Переяславль, в 1162 Туров, но после этого объектами претензий различных княжеских линий стали города уже самой Киевской земли (Белгород, Вышгород, Овруч, Торческ, Канев, Треполь и др.). Уступка одной ветвью некоторых из них другой ветви стала способом хоть ненадолго останавливать борьбу за сам Киев (институт «причастий в Русской земле»).

### Столетнее соперничество за Киев
В следующий период происходила ожесточённая борьба за киевское княжение, в ходе которой с 1146 по 1246 год старейший княжеский стол переходил из рук в руки 46 раз, там правили 24 князя.
Основной конфликт развернулся между внуком Мономаха Изяславом Мстиславичем и младшим Мономаховичем Юрием. Изяслав Мстиславич Волынский несколько раз изгонял Юрия Долгорукого из Киева, поскольку того вовремя не оповещали о приближении противника (по этому поводу недоумевал союзник Юрия — Владимир Володаревич Галицкий), но вынужден был учитывать права своего дяди Вячеслава. Юрий смог утвердиться в Киеве только по смерти племянника на киевском княжении, но умер при загадочных обстоятельствах (предположительно, был отравлен киевлянами), после чего были разграблены дворы его дружинников.
Сын Изяслава Мстислав возглавлял борьбу за Киев против Изяслава Давыдовича Черниговского (в результате убитого чёрными клобуками), но вынужден был уступать Киев своему дяде Ростиславу Мстиславичу Смоленскому. Придя к власти после его смерти (1167) и проведя первый после долгого перерыва поход против половцев (1168), затем он попытался сконцентрировать в своих руках всю Киевщину, в результате чего младшие Ростиславичи перешли на сторону Андрея Боголюбского, и Киев был взят их войсками в 1169 году. И если Изяслав Мстиславич в 1151 году говорил не идёт место к голове, но голова к месту, обосновывая свою попытку силового захвата Киева у своего дяди Юрия Долгорукого, то в 1169 году Андрей Боголюбский, взяв Киев, посадив там княжить своего младшего брата Глеба Переяславского и оставшись во Владимире, по словам Ключевского В. В., впервые отделил старшинство от места. Укрепившиеся в Киевской земле смоленские Ростиславичи вскоре смогли отвергнуть попытки Андрея распоряжаться их владениями (1173).
В 1181—1194 годах в Киеве действовал дуумвират глав черниговского и смоленского княжеских домов — Святослава Всеволодовича, занимавшего собственно киевский престол, и Рюрика Ростиславича, владевшего киевской землёй. Однако, на Ипатьевскую летопись, освещающую события таким образом, оказала существенное влияние так называемая Выдубицкая летопись (от одноимённого монастыря), близкая смоленским Ростиславичам. Такой союз позволил на короткое время не только защититься от влияния Галича и Владимира, но и воздействовать на внутриполитическую ситуацию в этих княжествах.
В Половецкой степи во второй половине XII века создавались ханства, объединявшие отдельные племена. Обычно Киев координировал свои оборонительные действия с Переяславлем, и тем самым создавалась более или менее единая линия Рось — Сула. В связи с этим значение штаба такой общей обороны перешло от Белгорода к Каневу. Южные пограничные заставы Киевской земли, расположенные в X в. на Стугне и на Суле, в конце XII века продвинулись вниз по Днепру до Орели и Снепорода-Самары. Знаменательным стал поход Святослава и Рюрика в 1183 году (после чего половецкий хан Кобяк пал в граде Киеве, в гриднице Святославовой).
После смерти Святослава Всеволодовича предельно обострилась борьба между черниговскими Ольговичами и смоленскими Ростиславичами за Киев, и Рюрик Ростиславич пошёл на признание Всеволода Большое Гнездо старшим в роду Мономаховичей. В следующем году Рюрик отдал в держание своему зятю Роману довольно большую волость на Киевщине в Поросье, в составе которой было пять городов: Торческ, Треполь, Корсунь, Богуслав и Канев. Всеволод Большое Гнездо, основной союзник Рюрика, вытребовал себе волость Романа, отдав из неё Торческ сыну Рюрика Ростиславу. Так Всеволод разрушил союз южных Мономаховичей, чтобы не утратить влияния на южные дела. Совместный натиск на Чернигово-Северскую землю с нескольких направлений заставил Ольговичей отказаться от Киева и Смоленска при жизни Рюрика и Давыда Ростиславичей.
Следующее резкое изменение соотношения сил произошло с приходом к власти в Галиче Романа Мстиславича волынского в 1199 году. Этот честолюбивый воин смог объединить две соседние земли, создав Галицко-Волынскую державу, сопоставимую по размерам не только с Польским и Венгерским королевствами, но даже с Византией своего времени. Роман Мстиславич традиционно являлся союзником Всеволода Большое Гнездо.
В 1202 году Роман Мстиславич был приглашён киевлянами и чёрными клобуками на киевское княжение. В первый же год великого княжения Роман провёл поход против половцев (в лютую зиму…была поганым великая тягость), за что удостоился сравнения со своим предком Владимиром Мономахом и стал героем былин. Но 2 января 1203 года Киев подвергся второму за время усобиц разгрому соединёнными силами смоленских Ростиславичей, Ольговичей и половцев. Затем после совместного похода на половцев Роман захватил Рюрика в Овруче и постриг его в монахи, тем самым сконцентрировав в своих руках всё княжество.
Гибель Романа в 1205 году открыла новый этап борьбы за Киев между Рюриком и Всеволодом Святославичем Черниговским, закончившуюся под дипломатическим нажимом Всеволода Большое Гнездо в 1210 году, когда Всеволод Чермный сел в Киеве, а Рюрик — в Чернигове. По смерти Рюрика в 1212 году Всеволод Чермный попытался лишить смоленских Ростиславичей владений на юге, в результате чего был изгнан из Киева, где вокняжился Мстислав Романович Старый.
Киев продолжал быть центром борьбы со степью. Несмотря на фактическую независимость, другие княжества (Галицкое, Волынское, Туровское, Смоленское, Черниговское, Северское, Переяславское) посылали войска на киевские сборы. Последний такой сбор был осуществлён в 1223 году по просьбе половцев против нового общего врага — монголов. Битва на реке Калке была проиграна союзниками, киевский князь Мстислав Старый вместе с 10 тысячами воинов погиб, монголы после победы вторглись на Русь, но не дошли до Киева, который являлся одной из целей их похода.
После битвы на Калке смоленские князья стали утрачивать влияние на Руси, в том числе в Галиче, и в 1228—1236 годах Киев оказался в центре новой масштабной междоусобицы, конец которой положил приход в Киев Ярослава Всеволодовича из Новгорода в 1236 году, в год нового появления монголов в Европе.

### Монгольское нашествие и иго
После гибели в 1238 году Юрия Всеволодовича в битве с монголами на реке Сити в марте 1238 года, Ярослав занял его место на Владимирском столе и покинул Киев.
В начале 1240 года после разорения Черниговского княжества монголы подошли на левый берег Днепра напротив Киева и направили в город посольство с требованием о сдаче. Посольство было уничтожено киевлянами. Киевский князь Михаил Всеволодович Черниговский уехал в Венгрию в неудачной попытке заключить династический брак и союз с королём Белой IV.
Приехавший в Киев из Смоленска Ростислав Мстиславич был захвачен Даниилом Галицким, сыном Романа Мстиславича, оборону от монголов возглавил тысяцкий Даниила Дмитр. Город сопротивлялся соединённым войскам всех монгольских улусов с 5 сентября по 6 декабря. Внешняя крепость пала ещё 19 ноября, последним рубежом обороны стала Десятинная церковь, своды которой рухнули под тяжестью людей. Даниил Галицкий, как и Михаил годом ранее, находился у Белы IV с целью заключения династического брака и союза, но также неудачно. Венгерское войско было уничтожено второстепенными силами монголов в битве на реке Шайо в апреле 1241 года, Бела IV бежал под защиту австрийского герцога, отдав ему за помощь казну и три венгерских комитата. После разорения первым из русских князей в Киев вернулся Михаил.
В 1243 году Батый отдал разорённый Киев владимирскому князю Ярославу Всеволодовичу, признанному «стареи всем князем в Русском языце». В 40-х годах XIII века в Киеве сидел боярин этого князя (Дмитрий Ейкович). После смерти Ярослава Киев был передан его сыну, новгородскому князю Александру Невскому. Это последний случай, когда город упомянут в летописи как центр Русской земли. До конца XIII века Киев, по-видимому, продолжал контролироваться владимирскими наместниками. В последующий период там правили второстепенные южнорусские князья, вместе с ними в городе находились ордынские баскаки. Поросье находилось в зависимости от волынских князей.
После падения улуса Ногая (1300) в состав Киевской земли вошли обширные территории на левом берегу Днепра, включая Переяславль и Посемье вплоть до верхнего Дона, включая Курск. В княжестве утвердилась путивльская династия (потомки Святослава Ольговича).

### В составе Великого княжества Литовского
В 1331 году упоминается киевский князь Фёдор. Около этого времени Киевское княжество входит в сферу влияния Великого Княжества Литовского. Относительно достоверности битвы на Ирпени, описанной в поздних источниках, мнения расходятся: одни принимают дату Стрыйковского — 1319—1320 годы, другие относят завоевание Киева Гедимином к 1324 году, наконец, некоторые (В. Б. Антонович) вовсе отвергают факт завоевания Киева Гедимином и приписывают его Ольгерду, датируя 1362 годом.
После 1362 года в Киеве сидел сын Ольгерда, Владимир, который отличался своей преданностью православию и русской народности. В 1392 году Ягайло и Витовт подписали Островское соглашение, и вскоре передали Киев Скиргайло Ольгердовичу в порядке компенсации за потерю наместничества в Великом княжестве Литовском (1385—1392). Но и Скиргайло был проникнут русскими симпатиями; при нём Киев делается центром русской партии в литовском государстве. Скиргайло скоро умер, и литовский великий князь Витовт не отдал Киева в удел никому, а назначил туда наместника. Только в 1440 году восстановлен был Киевский удел; князем посажен был сын Владимира, Олелько (Александр).
После смерти его великий князь Казимир IV не признал вотчинных прав его сыновей на Киевскую землю и отдал её только как пожизненный лен старшему из них, Симеону. И Олелько, и Симеон оказали много услуг Киевскому княжеству, заботясь о внутреннем его устройстве и охране его от татарских набегов. Среди населения они пользовались большой любовью, так что, когда после смерти Симеона Казимир не передал княжение ни сыну его, ни брату, а прислал в Киев наместника Гаштольда, киевляне оказали было вооружённое сопротивление, но должны были покориться, хотя и не без протеста. Таким образом, Казимир, которому не нравилось усиление Киевского княжества, упразднил его в 1471 году. В начале XVI века, когда князь Михаил Глинский поднял восстание с целью отторжения от Литвы русских областей, киевляне отнеслись к этому восстанию сочувственно и оказали Глинскому содействие, но попытка не удалась. При образовании в 1569 году Речи Посполитой Киев вместе с Волынью, Подольем и Поднепровьем вошёл в состав Польши.
По свидетельствам летописных и актовых источников XIV—XV веков, к Киевскому княжеству относились Черкассы, Канев, Путивль, Снепород, Переяславль, Прилуки, Сальково городище. В литовский период Киевское княжество простиралось на запад до Случи, на севере переходило за Припять, на востоке заходило за Днепр; на юге граница то отступала до Роси, то достигала Чёрного моря (при Витовте). В эту пору Киевское княжество делится на поветы (Овручский, Житомирский, Звенигородский, Переяславский, Каневский, Черкасский, Путивльский, Остерский, Чернобыльский и Мозырский), которые управлялись наместниками, старостами и державцами, назначаемыми князем. Все жители повета подчинялись наместнику в военном, судебном и административном отношении, платили в его пользу дани и несли повинности. Князю принадлежала только верховная власть, выражавшаяся в предводительстве на войне ополчением всех поветов, праве апелляции к нему на суд наместника и праве раздачи поземельной собственности. Под влиянием литовских порядков начинает меняться и общественный строй. По литовскому праву земля принадлежит князю и раздается им во временное владение под условием несения государственной службы. Лица, получившие на таком праве участки земли, носят название «земян»; таким образом с XIV века в Киевской земле образуется класс землевладельцев. Этот класс сосредоточивается преимущественно в северной части княжества, более обеспеченной от татарских набегов и более выгодной для хозяйства, по обилию лесов. Ниже земян стояли «бояре», приписанные к поветовым замкам и несшие службу и разного рода повинности в силу своей принадлежности к этому классу, независимо от величины участка. Крестьяне («люди») жили на землях государственных или земянских, были лично свободны, имели право перехода и несли натуральные повинности и денежные дани в пользу владельца. Этот класс стремится на юг, в незаселенные и плодородные степные поветы, где крестьяне были более независимы, хотя и рисковали пострадать от татарских набегов. Для защиты от татар из крестьян с конца XV столетия выделяются группы военных людей, обозначаемых термином «казаки». В городах начинает образовываться мещанское сословие. В последнее время существования Киевского княжества сословия эти только начинают обозначаться; резкой грани между ними ещё нет, окончательно слагаются они уже позднее.

## Торговля
«Путь из варяг в греки», являвшийся стержнем экономики Древнерусского государства, потерял свою актуальность после крестовых походов, в частности взятия Константинополя (1204). Европа и Восток теперь были связаны в обход Киева через Средиземное море.

## Правители
- Ярополк Владимирович (1132—1139)
- Вячеслав Владимирович (1139)
- Всеволод Ольгович (1139—1146)
- Игорь Ольгович (1146)
- Изяслав Мстиславич (1146—1149)
- Юрий Владимирович Долгорукий (1149—1151)
- Вячеслав Владимирович (1150)
- Изяслав Мстиславич (1150)
- Юрий Владимирович Долгорукий (1150—1151)
- Изяслав Мстиславич, Вячеслав Владимирович (дуумвират) (1151—1154)
- Ростислав Мстиславич (1154)
- Изяслав Давыдович (1154—1155)
- Юрий Владимирович Долгорукий (1155—1157)
- Изяслав Давыдович (1157—1158)
- Ростислав Мстиславич (1159—1162)
- Изяслав Давыдович (1162)
- Ростислав Мстиславич (1162—1167)
- Владимир Мстиславич (1167)
- Мстислав Изяславич (1167—1169)
- Глеб Юрьевич (1169)
- Мстислав Изяславич (1169—1170)
- Глеб Юрьевич (1170—1171)
- Владимир Мстиславич (1171)
- Роман Ростиславич (1171—1173)
- Всеволод Юрьевич Большое Гнездо (Владимирский) (1173)
- Рюрик Ростиславич (1173)
- Ярослав Изяславич (Волынский) (1174)
- Святослав Всеволодович (1174)
- Ярослав Изяславич (Волынский) (1175)
- Роман Ростиславич (1175—1177)
- Святослав Всеволодович (1177—1180)
- Рюрик Ростиславич (1180—1181)
- Святослав Всеволодович (1181—1194)
- Рюрик Ростиславич (1194—1201)
- Ингварь Ярославич (1201—1203)
- Рюрик Ростиславич (1203)
- Ростислав Рюрикович (1203—1205)
- Рюрик Ростиславич (1206)
- Всеволод Святославич Чермный (1206—1207)
- Рюрик Ростиславич (1207—1210)
- Всеволод Святославич Чермный (1210—1214)
- Ингварь Ярославич (1214)
- Мстислав Романович (1214—1223)
- Владимир Рюрикович (1223—1235)
- Изяслав Владимирович (1235—1236)
- Ярослав Всеволодович (1236—1238)
- Михаил Всеволодович (1238—1239)
- Ростислав Мстиславич (1239—1240)
- Даниил Романович Галицкий (наместник тысяцкий Дмитр) (1240—1241)
- Михаил Всеволодович Святой (1241—1243)
- Ярослав Всеволодович (1243—1246) (наместник Дмитр Ейкович)
- Александр Ярославич Невский (наместник неизвестен) (1246—1263)
- Ярослав Ярославич (?) (?—?) (наместник неизвестен)
- Владимир Иванович (?—1300—?)
- Станислав Иванович (?) (?—1324)
- Фёдор (1324—1362)
- Владимир Ольгердович (1362—1395)
- Скиргайло Ольгердович (1395—1396)
- Иван Борисович (1396—1399)
- Олелько (Александр) Владимирович (1443—1454)
- Симеон Александрович (1454—1471)